# Игнатьев, Николай Павлович
Граф (с 12.12.1877) Никола́й Па́влович Игна́тьев (17 [29] января 1832, Санкт-Петербург — 20 июня [3 июля] 1908, имение Круподерницы, Бердичевский уезд, Киевская губерния) — русский государственный деятель из рода Игнатьевых, русский посланник в Пекине (1859—1860), посол в Константинополе (1864—1877), министр государственных имуществ (25 марта — 4 мая 1881), министр внутренних дел (1881—1882), с 2 декабря 1877 года— член Госсовета пожизненно, член совета РГО (1861—1864), с 1882 — почётный член РГО, член ИППО с 1882 года, с 1889 года — почётный член и член Совета ИППО. Генерал от инфантерии (1878), генерал-адъютант. Сторонник идей панславизма.
Во время командировки в Китай в 1859—1860 годах подготовил и подписал от имени Российской империи Пекинский договор 2 ноября 1860 года, который присоединил к России земли по правому берегу Амура от устья Уссури до берега Тихого океана (на востоке) и границы с Кореей (на юге). Сегодня это территории Приморского края и юга Хабаровского края. Договор этот дал России возможность развития в направлении Азиатско-Тихоокеанского региона.

## Биография

### Происхождение, детство, начало карьеры
Сын генерала Павла Николаевича Игнатьева, старший брат Алексея Павловича Игнатьева. Мать — Мария Ивановна, урождённая Мальцова — дочь промышленника И. А. Мальцова. Родился в Петербурге и был крещён в Сергиевском соборе, крестник великого князя Александра Николаевича и бабушки по матери Капитолины Михайловны Мальцовой.
С отличием окончил Пажеский корпус; его имя было занесено на почётную мраморную доску. В 1849 году зачислен корнетом в лейб-гвардии гусарский Его Величества полк, продолжая образование. По окончании 7 ноября 1851 года Военной академии, получил большую серебряную медаль, что являлось большой редкостью по тем временам.
В 1854 году командирован в распоряжение командовавшего войсками в Эстляндии генерал-адъютанта Ф. Ф. Берга, в 1855 году исправлял должность обер-квартирмейстера Балтийского корпуса.

### На дипломатической службе
В начале 1856 года участвовал в составе российской делегации в Парижской мирной конференции. Первым заметным шагом Игнатьева на дипломатическом поприще стало дело о разграничении земель в Бессарабии, рассматривавшееся на конференции: Австрия, поддерживаемая Англией, желала воспользоваться недосмотром наших дипломатов и по возможности отдалить Россию от Дуная и Прута, включив в отходящее к Молдавии пространство Болград, Комрад и как можно больше болгарских колоний. Игнатьев доказывал, что граница должна быть проведена по реке Ялпужелю, а не по реке Ялпуху, и что мы можем отстоять Комрад и большую часть болгарских колоний, не отдавая этих переселенцев Турции, откуда они разновременно бежали под защиту России. Игнатьеву поручено было непосредственное участие в переговорах по начертанию новой границы России, и, благодаря его доводам, Австрия и Англия потерпели неудачу. За столь успешный дипломатический дебют Н. П. Игнатьев был награждён орденом Св. Станислава 2-й степени.
7 мая 1856 года Игнатьев был назначен военным агентом в Лондоне, состоя вместе с тем в распоряжении посла в Париже, графа П. Д. Киселёва. В своих донесениях из Лондона военному министру Н. О. Сухозанету, Игнатьев, предусматривая восстание сипаев в Индии, указывал на необходимость поддержать Персию в затруднительную для Англии минуту. Вследствие этих донесений в 1857 году предполагалось назначить его послом в Персию, но назначение это не состоялось.
Игнатьев, с целью ближе ознакомиться с Востоком, отправился в путешествие: Вена, Прага, Триест, Венеция, остров Корфу, Афины, Константинополь, Смирна, Бейрут, Яффа, Иерусалим, Египет, Мальта, Мессина, Неаполь, Рим. В Вене и Праге он беседовал с деятелями славянства — Ф. Палацким, Ф. Ригером, Ф. Браунером, А. Добрянским — и, возможно, в результате этих бесед у него сложилось мнение о роли России в славянском мире: вскоре, в письме к отцу, он написал:

До последнего путешествия я не постигал значения православия и славянизма в политическом положении Турции и Австрии, ни того магического влияния, которое имеет Россия на соверующие ей племена на Востоке.

#### Миссия в Хиву и Бухару
Из своего путешествия Николай Павлович Игнатьев был вызван для принятия начальства над военно-дипломатической миссией в Хиву и Бухару. В мае 1858 года Игнатьев, уже в чине полковника, выступил из Оренбурга в путь по малоизвестной местности. От миссии требовалось произвести топографическую съёмку реки Амударьи и заключить торговые договоры с Хивинским и Бухарским ханствами. В отряд Игнатьева были включены А. Ф. Можайский и П. И. Лерх, астроном Струве, метеорологи, ботаники, фотограф. В июле он прибыл в Хиву и после безуспешных переговоров с Саид Мухаммад-ханом отправился не по тому пути, как требовал хан (то есть обратно на Усть-Юрт), а по заранее предначертанному. После ряда столкновений с туркменами, Игнатьев через Каракуль прибыл в Бухару, где успешно заключил торговый трактат с ханом Наср-Уллою и освободил всех русских подданных, содержавшихся в неволе у хана. В декабре 1858 года Игнатьев неожиданно явился в Оренбург, где его считали уже́ погибшим и даже донесли об этом в Санкт-Петербург.

#### Миссия в Китай

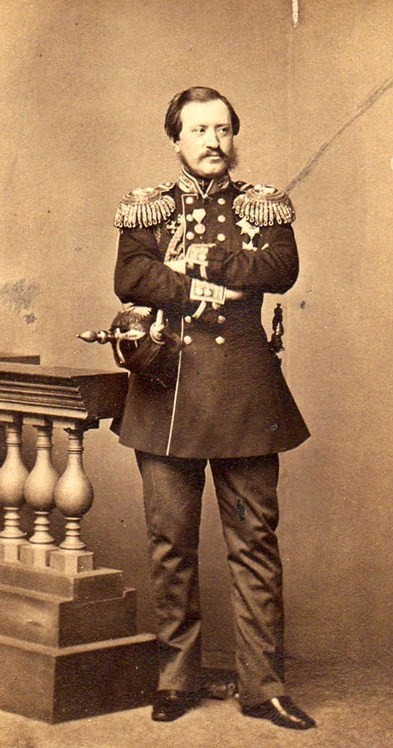
Н. П. Игнатьев (1860-е)

Награждённый за среднеазиатскую экспедицию орденом Св. Анны 2-й степени с короной и произведённый в генерал-майоры Игнатьев в марте 1859 года был назначен уполномоченным в Китай. Ему было поручено добиться от китайского правительства ратификации Айгунского договора и по возможности включения в него земель по правому берегу р. Амур от устья р. Уссури до Японского моря на востоке и до северной границы Кореи на юге.
Китай в это время вёл с Англией и Францией так называемую 2-ю опиумную войну — европейские державы требовали для себя от Китая права свободной торговли на его территории. Война шла с переменным успехом. Россию не устраивала победа ни одной из сторон.
В случае победы Китая шансы России на ратификацию Айгунского договора равнялись бы нулю — пекинское правительство ратифицировать договор и без того не желало. Ведь даже территорию севернее Амура оно называло «отданной России во временное пользование».
Если бы победили союзники, то во избежание конкуренции они не допустили бы укрепления России на тихоокеанском побережье и сами заняли бы удобные бухты от устья Амура до границы с Кореей. Это, безусловно, было невыгодно и Китаю.
В этих условиях у России был только один шанс на успех — выступить в роли посредника между враждующими сторонами. Эту карту и должен был разыграть новый российский посланник в Китае.
Пекинское руководство встретило Н. П. Игнатьева отказом в ратификации Айгунского договора и предложило покинуть страну. Он этого не сделал, сославшись на распоряжение своего начальства, и вынудил китайских представителей начать переговоры. Переговоры, в которых с китайской стороны участвовали высшие сановники Су-Шунь и Жуй-Чань, первый из которых был близким родственником самого китайского богдыхана (императора), длились около года. За это время Игнатьев использовал весь возможный дипломатический арсенал — от уверений в вечной дружбе братских соседних народов до угроз военного захвата территорий, но результата не добился. Тогда он тайно покинул Пекин, пробрался через расположение китайской армии, сосредоточенной близ Тяньцзиня, и по реке Бэйхэ спустился к морю, где его ждала Тихоокеанская эскадра под командованием И.Ф. Лихачёва. На одном из её кораблей он отправился в Шанхай для переговоров с союзниками.
Тонко лавируя между всеми враждующими сторонами, он пытался не допустить их сближения без его посредничества. Китайцев он убеждал не падать духом. Союзников - в том, что китайцы намерены продолжать сопротивление и собираются с силами. При этом он усыпил бдительность союзников, заявив, что все спорные земельные вопросы между Китаем и Россией уже урегулированы и, следовательно, услуги его совершенно бескорыстны. Некоторые историки, характеризуя действия Игнатьева, называют их «макиавеллистскими».
В конце сентября 1860 г. союзный десант численностью 7 тыс. человек подошёл к Пекину, выиграв по пути несколько сражений. «На их плечах» вернулся в Пекин и российский посланник. Сразу по возвращении 3 октября он принял в Южном подворье Русской духовной миссии китайскую делегацию, которая просила его спасти город. Он поставил им пять условий, среди которых были «ратификация Айгунского договора» и «разграничение по р. Уссури до Японского моря и по линии китайских пикетов в Западном Китае». Китайцы приняли все условия и князь Гун прислал Игнатьеву официальную просьбу о посредничестве.
Переговоры союзников с китайцами проходили в помещении Русской миссии. При затруднениях обе стороны обращались к Игнатьеву. После подписания договоров союзные войска покинули Пекин. Игнатьев убедил их командование даже не оставлять пока в Пекине посланников, опасаясь, что те могут узнать о российско-китайских переговорах: ведь они велись в тайне от союзников, под контролем, но без личного участия Игнатьева.
Признательность китайского правительства за спасение столицы от европейской оккупации и ускорение удаления союзных войск выразилось в заключении и немедленной ратификации договора 2 (14) ноября 1860 года, по которому за Россией утверждён как левый берег реки Амура, так и реки Уссури со всеми приморскими гаванями до бухты Посьета и манчжурским берегом до Кореи (Приморская область), на западе значительно исправлена граница наша по озеру Нор-Зайсанг в Небесных горах, обеспечено за Россией право сухопутной торговли в китайских владениях и устройство консульств в Урге, Монголии и Кашгаре.
Историк В. М. Хевролина отмечала:

По сути, Игнатьев ходил по острию ножа <…> Ему, безусловно, присущ был некоторый авантюризм, что нередко спасало его в сложных ситуациях. Игнатьев, впрочем, верил в свою счастливую звезду и не боялся рисковать.

За заключение договора с Китаем Н. П. Игнатьев был пожалован орденом Св. Владимира 2-й степени, орденом Св. Станислава 1-й степени и произведён в генерал-адъютанты.

#### Миссия в Константинополь

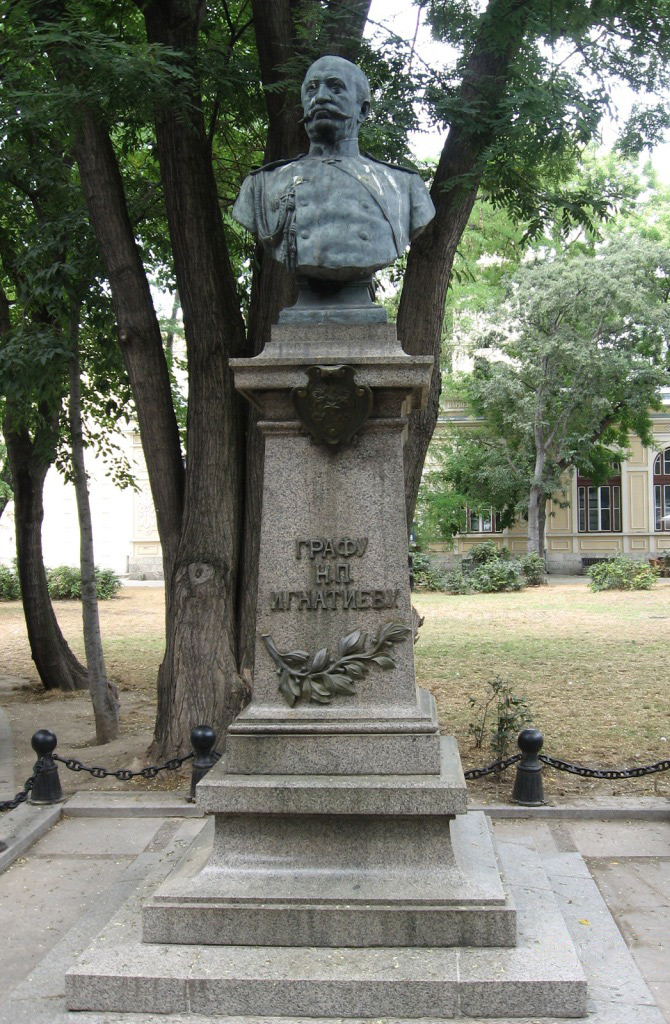
Бюст Н. П. Игнатьева в Варне

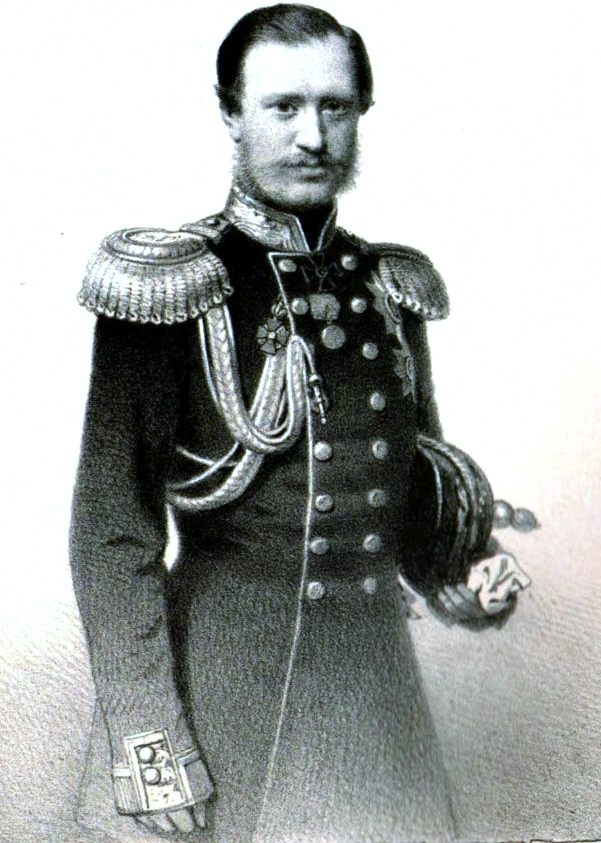
Генерал-адъютант Н. П. Игнатьев, 1861 год

В июле 1861 года Игнатьев впервые является в Константинополь для поздравления султана Абдул-Азиза со вступлением на престол. В августе того же года Игнатьев назначен директором Азиатского департамента Министерства иностранных дел, а в 1864 году — чрезвычайным посланником при Порте Оттоманской. 30 августа он был произведён в генерал-лейтенанты. С 25 марта 1867 года он — чрезвычайный и полномочный посол Российской империи в Османской империи.
Во время восстания кандиотов 1866 года образ действий Игнатьева был чрезвычайно сдержанный; в греко-болгарской церковной распре он стал на сторону болгар — и тогда, главным образом под влиянием Игнатьева, заслужившего доверие Абдул-Азиза, состоялся фирман 1870 года (см. Греко-болгарская схизма). Благодаря сдержанному образу действий Игнатьева, влияние России на Балканском полуострове было восстановлено. Оно пошатнулось лишь вследствие вступления России в союз трёх императоров, соглашения с Австрией по поводу герцеговинского восстания 1875 года и международного дипломатического давления на Турцию, предпринятого вследствие ноты графа Андраши о необходимости реформ в Боснии и Герцеговине. Игнатьев, стремясь к независимой политике на Востоке, всеми зависевшими от него средствами противился этому соглашению, хотя решительно выступил за защиту босняков и болгар и стал в резкую оппозицию с политикой Мидхат-паши.
Защита славянских народностей создала Игнатьеву чрезвычайно громкую известность в Европе, и на него стали смотреть как на главного представителя воинствующего панславизма. Когда собралась Константинопольская конференция, Игнатьеву удалось привлечь на свою сторону английского уполномоченного лорда Солсбери и добиться единодушных со стороны европейских держав представлений Порте. Тогдашний английский премьер Дизраэли вынужден был с сожалением отметить: «Солсбери <…> не отдаёт себе отчёт в том, что главная задача, с которой его послали в Константинополь — удержать русских подальше от Турции, а не создавать идеальные условия существования для турецких христиан. Он оказывается более русским, чем Игнатьев…»
Русский дипломат Ю. С. Карцов в очерке, основанном на материалах своего дяди А. Н. Карцова, писал о Игнатьеве: 

В продолжении целых 12 лет (1864—1876 гг.) делами посольства нашего в Константинополе заведовал генерал Николай Павлович Игнатьев. Турецким Востоком канцлер А. М. Горчаков интересовался мало; поэтому, в действиях своих Н. П. Игнатьев был почти полным хозяином. <…> В Константинополе, где каждый человек на счету, он скоро приобрёл преобладающее значение. Его называли le vice-Sultan; да он и был им на самом деле: турецкие министры его боялись и были у него в руках. Главною и неизменною целью игнатьевской политики было разрушение Турецкой империи и замена её христианскими, предпочтительно славянскими народностями. <…> Умозрительным политиком Н. П. Игнатьев не был: с принципами и отвлечённостями он обращался довольно бесцеремонно. Политическому миросозерцанию его недоставало глубины исторического чернозёма. Однажды, по поводу болгарских церковных дел, советник А. И. Нелидов заметил, что православие Россия восприняла от Византии. «Совсем не от Византии, — возразил Н. П. Игнатьев, — а от славянских первоучителей Кирилла и Мефодия.» В Константинополе Н. П. Игнатьев был в упоении собственного политического значения. События его окружали таким ореолом, что он становился как бы вождём всего славянства.

#### Миссия в Европу

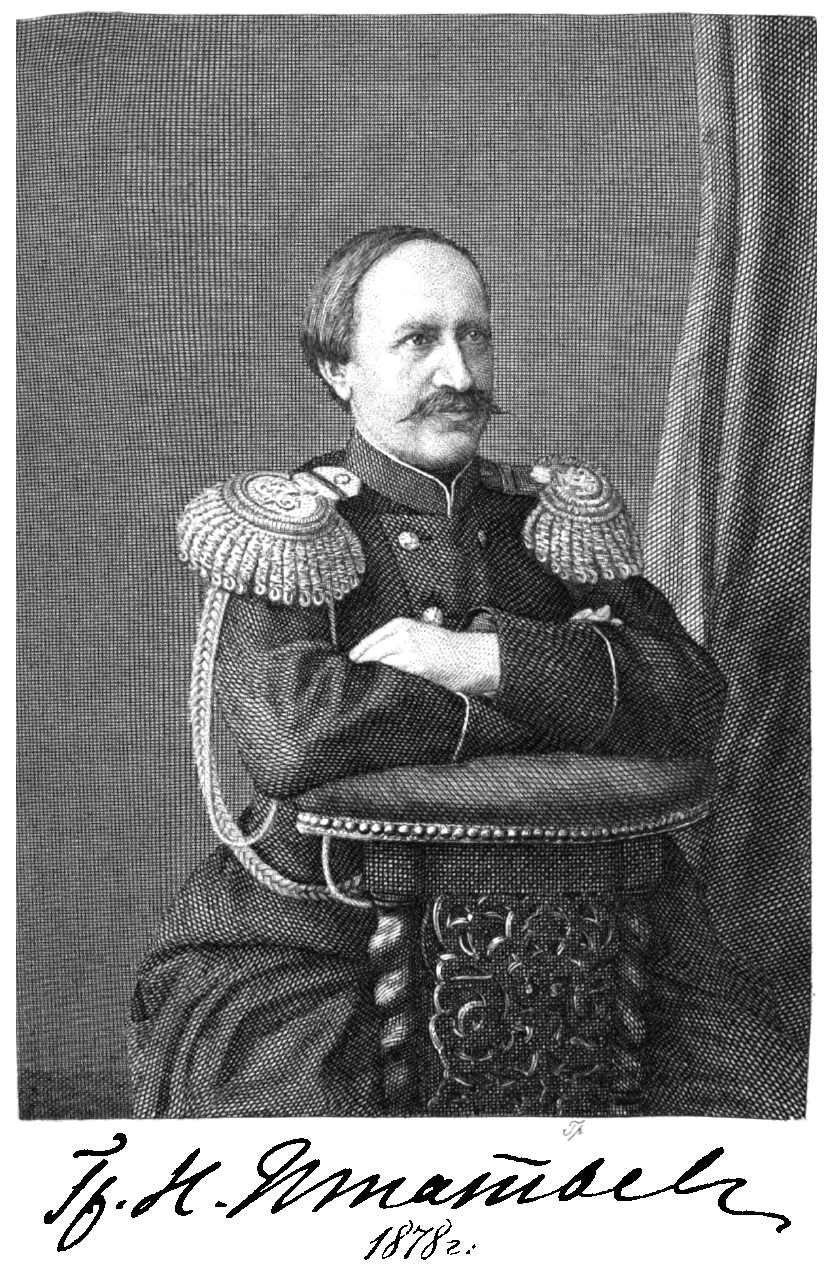
Н. П. Игнатьев в 1878 году.
Автограф Игнатьева

С 18 февраля по 20 марта 1877 года Игнатьев, с целью обеспечить нейтралитет европейских держав в предстоявшей Русско-турецкой войне, посетил Берлин, Париж, Лондон и Вену, но добился лишь бессодержательного лондонского протокола 31 марта. Во всё это время подготовительных действий в Петербурге, благодаря получаемым из константинопольского посольства сведениям о военной силе Турции, на предстоявший поход смотрели как на «военную прогулку», вследствие чего Россия начала войну с недостаточными силами.
Во время военных действий 1877 года Игнатьев, назначенный членом Государственного совета, состоял в свите государя. 14 января 1878 года Игнатьев, в качестве первого уполномоченного, вновь отправился в действующую армию для ведения переговоров с турками, но явился в Адрианополь уже́ по заключении перемирия. Переговоры, начатые в Адрианополе 2 февраля, были прерваны 8 февраля и возобновлены в Сан-Стефано, где 19 февраля (3 марта) и был подписан Сан-Стефанский договор.

#### Отставка с дипломатической службы
В мае 1878 года Игнатьев был уволен в деревню, а его личный враг, граф Пётр Шувалов, назначен представителем России на Берлинском конгрессе; вслед за тем был подписан Берлинский трактат, которым Сан-Стефанский договор был сильно искажён, а некоторые выгодные для России пункты — аннулированы.
Граф Игнатьев был, особенно в 1870-х годах, предметом многочисленных брошюр и памфлетов на всех европейских языках.

### Губернатор и министр

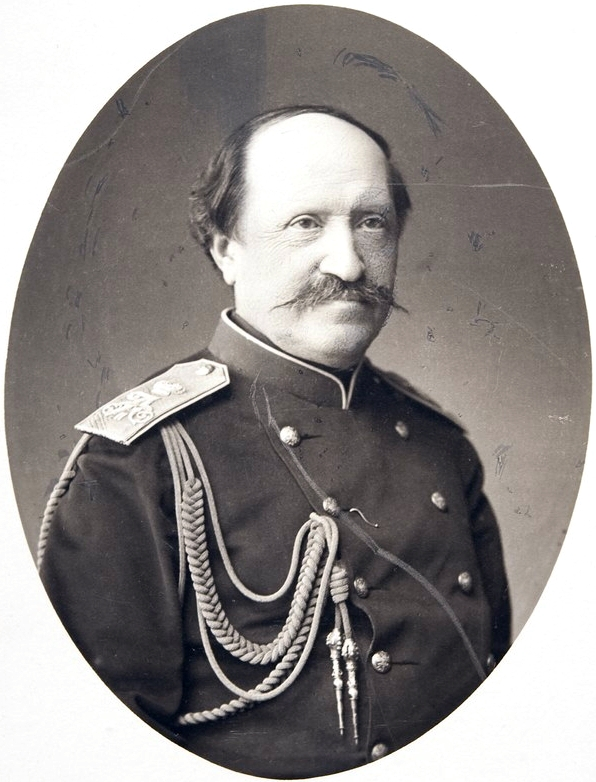
Николай Павлович Игнатьев

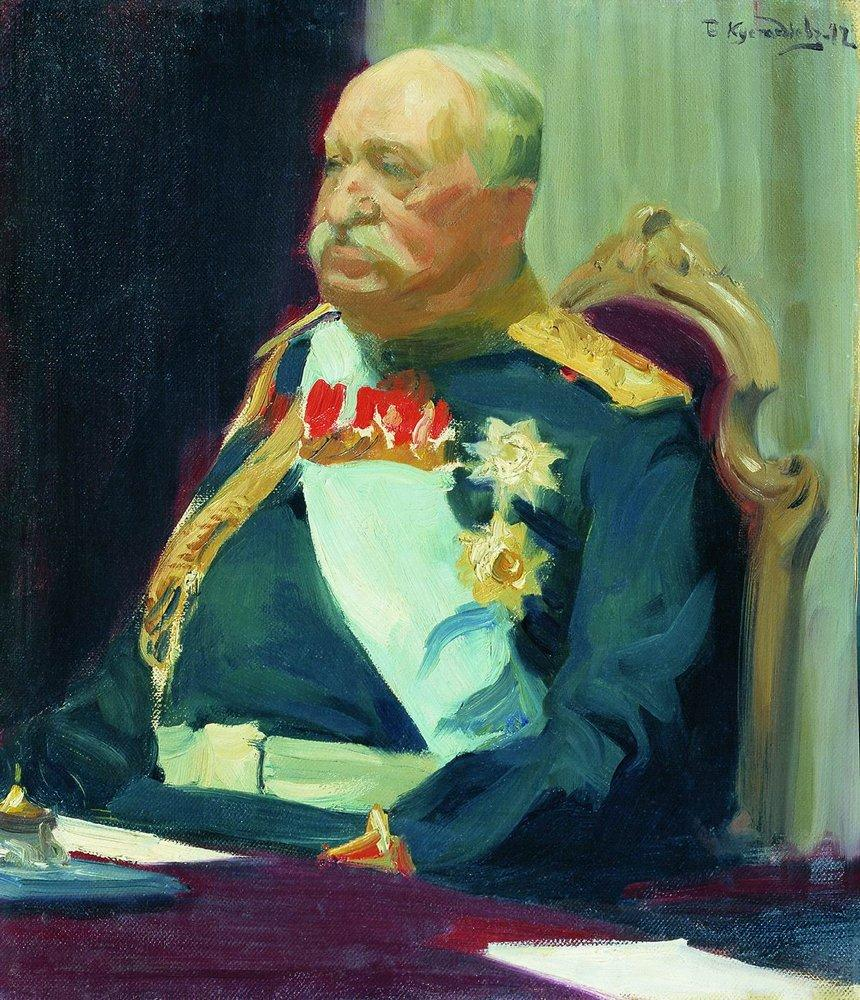
Портрет работы Б. Кустодиева (1902 г.)

6 июля 1879 года назначен временным (на период ярмарки) нижегородским генерал-губернатором.
С 1 января 1881 года присутствовал в Департаменте законов Государственного совета.
25 марта 1881 года назначен министром государственных имуществ. Как пишет историк И. И. Воронов, в середине марта 1881 года министр внутренних дел М. Т. Лорис-Меликов осведомился у Н. П. Игнатьева, не согласится ли он принять пост министра народного просвещения. Последний попросил дать ему время подумать и поинтересовался насчет Министерства государственных имуществ. Через несколько дней М. Т. Лорис-Меликов предложил Н. П. Игнатьева Александру III как кандидата в министры государственных имуществ.
В письме от 30 апреля 1881 года К. П. Победоносцеву император Александр III писал: «<…> Моя мысль назначить на место Лориса — графа Игнатьева, человека, на которого я могу вполне надеяться <…>» (ранее, в письме Александру III от 6 марта 1881 года Победоносцев писал о старых министрах Александра II: «<…> Я их всех вижу и знаю, каких грошей они стоят. Изо всех имён смею назвать Вам разве гр. Николая Павл. Игнатьева. Он имеет ещё здоровые инстинкты и русскую душу, и имя его пользуется доброй славой у здоровой части русского населения — между простыми людьми. Возьмите его на первый раз <…>»).
4 мая 1881 года Н. П. Игнатьев назначен на пост министра внутренних дел и уволен с поста министра государственных имуществ.
Проект закона о понижении выкупных платежей, уже внесённых графом Лорис-Меликовым на рассмотрение государственного совета, был Игнатьевым подвергнут новой переработке с участием небольшого числа сведущих людей, причём однообразная рублёвая скидка восторжествовала над принципом соразмерности выкупных платежей с доходностью земли. Равным образом ещё при графе Лорис-Меликове выдвинут был на сцену вопрос о крестьянских переселениях, к обсуждению которого Игнатьев привлёк «земских сведущих людей», и признана была необходимость коренной реформы местного управления и самоуправления, для составления проекта которой была при Игнатьеве учреждена Кахановская комиссия. Инициативе самого графа Игнатьева принадлежит возбуждение питейного вопроса, разрешение которого, впрочем, не подвинулось при нём вперёд; ему же принадлежит участие в составлении положения о Крестьянском поземельном банке. Но другие части политической программы Лорис-Меликова были оставлены Игнатьевым, что выразилось в издании положения об усиленной и чрезвычайной охране 14 августа, в фактических ограничениях судебной гласности, в ряде административных мероприятий против газет и журналов (приостановка «Голоса», предостережения «Новой Газете», «Русскому Курьеру»), в приостановке начатого при графе Лорис-Меликове пересмотра законов о печати и др. В министерство Игнатьева назначена сенаторская ревизия в прибалтийские губернии и изданы подготовленные под его руководством «Положение об усиленной и чрезвычайной охране».
Во время непродолжительного пребывания Игнатьева на посту министра внутренних дел (до 30 мая 1882 г.) в России резко обострился еврейский вопрос, и прокатилась волна еврейских погромов на юге. Ещё до своего назначения министром, Игнатьев открыто проявлял юдофобские взгляды. Так 12 марта 1881 г. он писал: «<…> в Петербурге существует могущественная польско-жидовская группа, в руках которой находятся банки, адвокатура, значительная часть печати и др. обществ. дела… Всякий честный голос рус. жизни заглушается польско-жидовскими криками, твердящими о том, что рус. требования следует отвергнуть как отсталые и непросвещённые<…>»
После начала волны погромов 15 апреля 1881 г. которые охватили семь губерний, и достигли небывалых прежде размеров, Игнатьев решил свалить всю вину в происходящем на самих жертв насилия — российских евреев. Несмотря на то, что большинство евреев империи жили в нищете, с трудом сводили концы с концами, занимались ремеслом и мелкой торговлей, они были обвинены Игнатьевым в эксплуатации коренного населения. А погромы провозглашались им естественным ответом народа на эту эксплуатацию или народным самосудом. Игнатьев готовил всеобъемлющий план массового изгнания евреев-ремесленников из внутренних губерний, выселение евреев из сел и деревень черты оседлости, ряд дополнительных ограничительных мер. Игнатьев также высказывался публично за эмиграцию евреев из России. Благодаря сопротивлению еврейской экономической элиты и многих министров, включая председателя Комитета министров графа М. Х. Рейтерна многие пункты проекта Игнатьева были отвергнуты. Был достигнут определённый компромисс: угроза массового выселения евреев устранялась, но им было запрещено вновь водворяться в сельской местности черты оседлости, приобретать там недвижимость, и вступать во владение имуществом. Таким образом огромный ущерб эти ограничения наносили и по узкой прослойке еврейской элиты, то есть еврейским капиталистам. До того времени эти капиталисты нередко рассматривались властями как союзники русского правительства в процессе реформирования и интеграции евреев в российское общество. Ограничения, которые подготовил Игнатьев, были опубликованы под названием «Временные правила о евреях» (3 мая 1882 года).
Игнатьев был тем, кто предложил императору идею созыва земского собора, о чём составил проект (Б. Б. Глинский писал, что проект был составлен славянофилом Голохвастовым при содействии И. С. Аксакова) Высочайшего манифеста (помечен 6 мая 1882 года), предлагавший созыв собора одновременно с коронацией императора в Москве; проект в мае 1882 года был отвергнут Александром, который писал 15 мая того же года Победоносцеву: «Обращаюсь снова к Вам, любезный Константин Петрович, за советом. Я всё более убеждаюсь, что гр. Игнатьев совершенно сбился с пути и не знает, как итти и куда итти; так продолжаться не может. Оставаться ему министром трудно и нежелательно. <…>». Вернувшись из Гатчинского дворца в Петербург, Игнатьев получил собственноручную записку императора: «Взвесив нашу утреннюю беседу, я пришёл к убеждению, что вместе мы служить России не можем. Александр» Разочаровался в своём протеже и влиятельный обер-прокурор Победоносцев; в письме последнему от 6 июня 1882 года московский городской голова Б. Н. Чичерин писал: «<…> Слава Богу, что Вы отреклись от Игнатьева. Я не понимал только, зачем Вы ему когда-нибудь верили. Меня эта развязка нисколько не удивила, ибо она совершенно в характере лица. Сочинить земский собор путём интриги и в виде комедии, подобно тому, как выкидывают фокусы, это просто прелестно! <…>». Сам Победоносцев писал императору в письме от 11 марта 1883 года: «<…> Кровь стынет в жилах у русского человека при одной мысли о том, что произошло бы от осуществления проекта графа Лорис-Меликова и друзей его. Последующая фантазия гр. Игнатьева была ещё нелепее, хотя под прикрытием благовидной формы земского собора. Что сталось бы, какая вышла бы смута, когда бы собрались в Москве для обсуждения неведомого чего расписанные им представители народов и инородцев империи, объемлющей вселенную <…>».

### Отставка и смерть
30 мая 1882 года был уволен с поста министра внутренних дел; вышел в отпуск. С 1884 года Игнатьев состоял президентом Общества для содействия русской промышленности и торговли, с 1888 года — президентом Славянского благотворительного общества.
По словам его племянника, перешедшего на сторону красных, А. А. Игнатьева, «закончил он жизнь полунищим, разорившись на своих финансовых авантюрах. Владея сорока именьями, разбросанными по всей России, заложенными и перезаложенными, он в то же время был единственным членом Государственного совета, на жалованье которого наложили арест». Жил на средства жены.
Скончался 20 июня 1908 года в своём имении Круподеринцы Киевской губернии (в настоящее время территория Винницкой области). Отпевание совершено 23 июня епископом Иннокентием (Ястребовым); погребён там же.

## Оценка современников-дипломатов. Самооценка
В письме обер-прокурору К. П. Победоносцеву в конце 1881 года Игнатьев, в частности, писал: «<…> В 1871 г., для предупреждения раскола болгарской церкви, я сам затеял вселенский собор, подбив на это предложение покойного патриарха Григория <…>» (в действительности, первое предложение, содержавшееся в послании Патриарха Григория, было направлено предстоятелям иных поместных церквей в декабре 1868 года).
После разрыва дипломатических сношений России с Болгарским княжеством в конце 1886 года, в печати появились материалы, обвиняющие в неудачах русской дипломатии на Балканах Игнатьева; критическая статья в журнале «Гражданинъ» князя В. П. Мещерского в начале мая 1888 года о Сан-Стефанском договоре вызвала негодование Игнатьева (в особенности ввиду того, что она была предварительно представлена редактором министру иностранных дел Н. К. Гирсу). В своих письмах Гирсу, а также Победоносцеву, в связи со статьёй в «Гражданине», Игнатьев категорически отвергал обвинения в свой адрес со стороны «желающих обратить меня в „козла отпущения“ всех многочисленных грехов наших дипломатов-космополитов и доказать, что не Берлинский договор и последующие промахи наших представителей виной тому, что существуют болгарские затруднения и что Австро-Венгрия, поддержанная Германией, вытеснила нас с Балканского полуострова, а С.-Стефанский договор и я, которого напрасно считали русским патриотом, так как я своевольно обращался с болгарами.».

## Память
В благодарность за большую общественную поддержку национальных вожделений болгар, угнетённых Османской империей, и за организацию гуманитарной помощи для них в Русско-турецкой войне (1877—1878), признательная Болгария назвала в честь графа Игнатьева село Граф-Игнатиево в Пловдивской области и село Игнатиево в Варненской области, а также пик Игнатьева в Антарктиде. В 1902 году общинный совет г. Варны избрал графа Игнатьева почётным гражданином города и принял решение воздвигнуть бюст-памятник русскому дипломату. Прижизненный памятник был создан скульптором Жеко Спиридоновым и установлен на гранитном постаменте в 1906 году в центре города Варны, в парке у Народного театра где начертано: «Графу Н. П. Игнатиеву». Сверху над надписью закреплён бронзовый герб дворянского рода Игнатьевых. С обратной стороны постамента начертаны слова: «От Варненского совета и граждан Варны». Рядом с памятником в 2003 году установлен камень с памятной доской из чёрного гранита, на которой написаны краткая биография графа Игнатьева и краткие сведения о создании монумента. В 2003 году памятник был реставрирован по инициативе гражданского комитета «Варна». Средства на восстановление были выделены Генеральным консульством Российской Федерации. В ночь на 10 января 2024 года с помощью монтировки бюст был снесён с постамента, подозреваемый в этом был задержан, муниципалитет заявил о будущей реставрации.
Другой памятник графу в Софии установлен в 2008 году в мемориальном парке Докторска градина, и был открыт министрами иностранных дел России и Болгарии в рамках визита Президента России Владимира Путина в Болгарию. Также есть памятники Николаю Павловичу в Плевне и городке Игнатиево, названном в его честь. Ныне имя «Граф Игнатиев» (так пишется его имя на болгарском языке) носят улицы, площади и учреждения по всей стране.
Первый в России памятник графу Николаю Игнатьеву был открыт в сентябре 2020 года в селе Игнатьево Благовещенского района.
В 2017 году вышел документальный фильм о Н. П. Игнатьеве «Русский граф болгаров» (автор сценария — Звягинцев А. Г., режиссёр-постановщик — Ёлкин М. В.)

## Семья

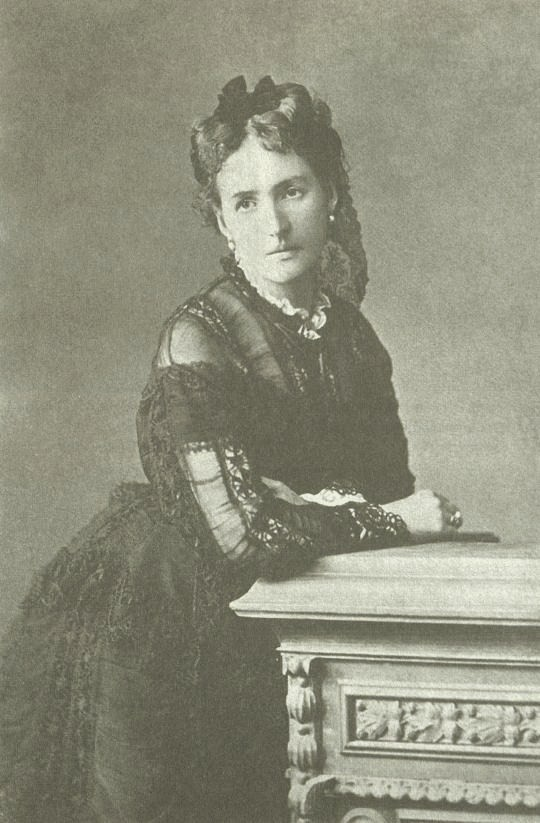
Екатерина Игнатьева

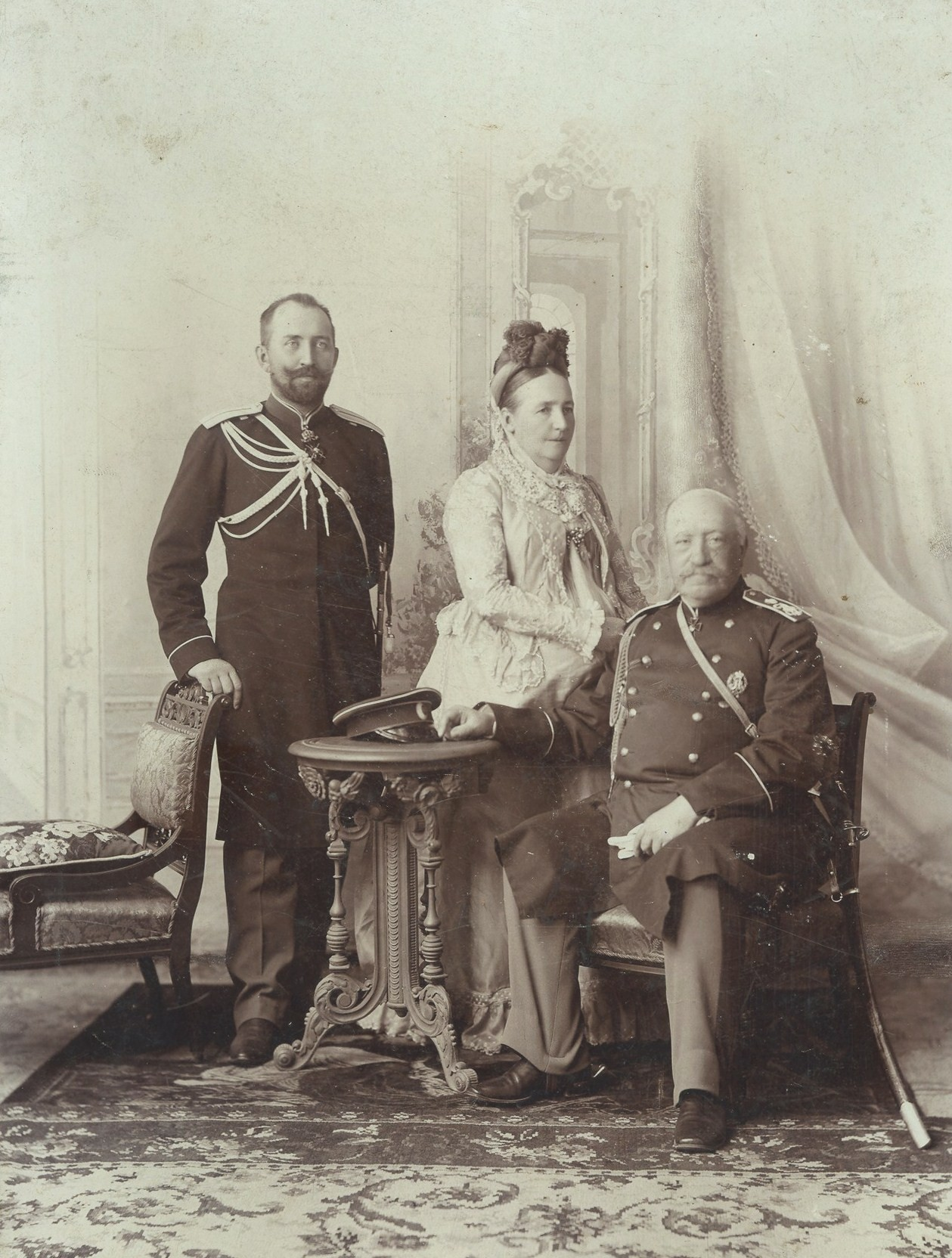
Граф Игнатьев с женой и сыном Леонидом (1902)

Жена — княжна Екатерина Леонидовна Голицына (1842—1917), крупная помещица, племянница декабриста В. М. Голицына; дочь камергера Леонида Михайловича Голицына (1806—1860) и Анны Матвеевны Толстой (09.01.1809—1897), внучки М. И. Кутузова. Брак состоялся 20 мая (2 июня) 1862 года в Висбадене. По словам Ф. И. Тютчева, их неожиданная свадьба всех очень удивила, начиная с самой княгини Голицыной, которая, как говорили, так же этого не ожидала, как и другие. Разрешение митрополита было получено по телеграфу.
Как написал в своём очерке один французский журналист, однажды некто, увидев княжну в Константинополе на одном из балов персидского посланника, куда были приглашены и граф Игнатьев с супругой, сказал совсем тихо то, о чём думал каждый, но не смел признаться вслух: «Эта женщина может покорить Стамбул одним только словом, одной улыбкой — всю Азию»; британский посланник писал: «Эта опасная пара Игнатьевых стоит больше нескольких броненосцев!»; Б. Дизраэли, докладывая английской королеве о визите Игнатьевых в Англию в 1877 году, с иронией отмечал: «Светские львицы, прослышав, что она едва ли не превосходит их красотой и обходительностью, да ещё и позволяет себе зазнаваться по этому поводу, решили без боя не сдаваться. Леди Лондондерри сгибалась под тяжестью драгоценностей трёх объединившихся семейств». Похоронена княжна в Круподеринцах.
Дети:
- Павел (07.06.1864—14.01.1865), умер во младенчестве, похоронен в посольской даче в Буюк-Дере, недалеко от Константинополя.
- Леонид (28.07.1865—17.01.1943)[35], русский генерал, участвовал в Белом движении, его сын Николай Леонидович Игнатьев (р. 1909) — французский герой Второй мировой войны, журналист «Монд» и «Фигаро», с 1947 до смерти жил в Болгарии в Софии, с 1955 по 1968 год политический заключённый просоветского режима, освобождён и полностью реабилитирован в 90-ю годовщину освобождения Болгарии от турецкого ига[36].
- Мария (31.12.1866—07.08.1953)
- Екатерина (19.11.1868—17.11.1914) — родилась в Константинополе, фрейлина, была сестрой милосердия во фронтовых госпиталях; в 1914 году шла на фронт, умерла от столбняка в санаторном поезде в Варшаве, похоронена в семейной усыпальнице в Круподеринцах.
- Павел (30.06.1870—12.08.1945) — киевский губернатор (1907—1909), министр народного просвещения Российской империи (1915—1916/1917)., В октябре 1918 года арестован ЧК, однако освобождён по требованию Кисловодского Совета за его заслуги в области народного образования на Кавказе; в марте 1919 года выехал из Новороссийск в Болгарию, а в июле 1920 года — в Англию.
- Николай (09.08.1872—20.02.1962) — русский генерал, командир Преображенского полка, герой Первой мировой войны. Участвовал в Белом движении, в 1919 г. — начальник обороны Одесского района, с 1921 года до смерти жил в Софии, где он работал в Национальной библиотеке Болгарии.
- Алексей (28.07.1874—17.01.1948) — русский офицер, дипломат и государственный деятель, последний киевский губернатор (1915—1917), участвовал в Белом движении, эмигрировал во Францию, в своём доме организовал православную церковь и русский культурный центр.
- Владимир (24.06.1879—14.05.1905) — погиб в Цусимском сражении. Его мать установила в Круподеринцах камень-памятник, на котором была сделана надпись: «Поставлен в 1914 году в молитвенную память Владимира Игнатьева, капитана 2-го ранга Алексея Зурова и всех наших славных моряков с честью погибших в Цусимском бою 14—15 мая 1905 года»[37].

Майкл Грант Игна́тьев (Михаил Георгиевич Игнатьев, англ. Michael Grant Ignatieff) — лидер Либеральной партии Канады с мая 2009 по май 2011 года. канадский историк, публицист и профессор с 2016 — президент и ректор Центрально-Европейского университета, правнук графа Н. П. Игнатьева.

## Военные чины и свитские звания
- Корнет (26.05.1849)[38]
- Поручик (06.12.1849)
- Штабс-ротмистр (20.11.1851)
- Штабс-капитан (20.11.1852)
- Капитан (20.11.1854)
- Флигель-адъютант (06.12.1855)
- Полковник (26.08.1856)
- Генерал-майор с назначением в Свиту Е.И.В. (25.12.1858)
- Генерал-адъютант (08.12.1860)
- Генерал-лейтенант (30.08.1865)
- Генерал от инфантерии (16.04.1878)

## Награды
- Орден Святого Станислава 2-й степени (12.01.1857)
- Орден Святого Владимира 4-й степени (30.01.1857)[38]
- Орден Святой Анны 2-й степени с императорской короной (24.12.1858)
- Орден Святого Владимира 3-й степени (17.04.1860)
- Орден Святого Станислава 1-й степени (08.12.1860)
- Орден Святого Владимира 2-й степени (08.01.1861)
- Орден Святой Анны 1-й степени с императорской короной (17.04.1863)
- Орден Белого орла (31.03.1868)
- Орден Святого Александра Невского (18.03.1871)
- Алмазные знаки к ордену Святого Александра Невского (04.04.1876)
- Орден Святого Владимира 1-й степени (15.05.1883)
- Орден Святого апостола Андрея Первозванного (14.05.1896)

Иностранные:
- Французский орден Почётного легиона 2-й степени (1861)
- Турецкий орден Меджидие 1-й степени (1861)
- Шведский орден Меча (1861)
- Португальский орден Башни и Меча, командорский крест (1861)
- Черногорский орден Данило I 1-й степени (1862)
- Персидский орден Льва и Солнца 1-й степени (1862)
- Итальянский орден Святых Маврикия и Лазаря 1-й степени (1863)
- Греческий орден Спасителя, командорский крест (1864)
- Тунисский орден Нишан-Ифтикар 1-й степени (1865)
- Греческий орден Спасителя, большой крест (1865)
- Турецкий орден Османие 1-й степени (1871)
- Вюртембергский орден Вюртембергской короны 1-й степени (1872)
- Портрет Его Величества персидского шаха Насреддина с алмазами (1873)
- Алмазные знаки к турецкому ордену Османие 1-й степени (1874)
- Нидерландский орден Нидерландского льва 1-й степени (1874)
- Румынский орден Звезды Румынии (1877)
- Сербский орден Таковского креста 1-й степени (1877)
- Румынский крест «За переход через Дунай» (1878)
- Бухарский орден Благородной Бухары с алмазами (1893)
- Баварский орден «За военные заслуги» 1-й степени (1895)